# جون هارون
جون هارون (بالإنجليزية: John Aaron)‏ هو مهندس أمريكي، ولد في 1943 في ويلينغتون في الولايات المتحدة.